# Kausalität (Recht)
Der Rechtsbegriff der Kausalität beschreibt den spezifischen Ursache-Wirkungs-Zusammenhang zwischen einer Rechtshandlung (Handlung, Ereignis) und dem durch diese ausgelösten Erfolg. Für die unterschiedlichen Rechtsgebiete sind unterschiedliche Kausalitätstheorien entwickelt worden, deren Ziel darin liegt, die jeweils rechtserheblichen Ursachen von den nicht rechtserheblichen abzugrenzen.
Die Kausalität ist zu unterscheiden von dem rechtsgeschäftlichen Begriff des Kausalgeschäfts.

## Kausalität im Strafrecht
Kausalität bedeutet im Strafrecht die Zurechnung eines Taterfolgs, etwa die Tötung eines Menschen (§ 212 StGB).

### Naturwissenschaftliche Kausalität
Bei den Erfolgsdelikten und den erfolgsqualifizierten Delikten wird eine Handlung dann als kausal für den tatbestandlichen Erfolg angesehen, wenn sie nicht hinweggedacht werden kann, ohne dass der Taterfolg in seiner konkreten Gestalt entfiele. Diese Definition geht auf Maximilian von Buri zurück und wird als conditio-sine-qua-non-Formel oder „Bedingungstheorie“ bezeichnet. Dieser Formel bedient sich weiterhin die Rechtsprechung und auch die herrschende Lehre.
Nach der Äquivalenztheorie werden alle Handlungen die den Erfolg herbeiführen als gleichwertig betrachtet. Der Kausalzusammenhang wird nur unterbrochen, wenn eine andere Bedingung ohne Fortwirken der früheren zum Erfolg führt. Wird dem Opfer beispielsweise Gift verabreicht, das Opfer wird aber erschossen, bevor die tödliche Wirkung des Gifts einsetzen kann, ist nur der Schütze aus vollendeter Tat bestraft, der Verabreicher des Gifts lediglich wegen versuchten Totschlags.
Ohne Bedeutung ist, ob der tatbestandliche Erfolg etwa durch weitere oder später hinzutretende Umstände mitverursacht worden ist, solange die von dem Täter gesetzte Ursache notwendige Bedingung für den tatbestandlichen Erfolg ist.
In der Wissenschaft wird überwiegend die Lehre von der „gesetzmäßigen Bedingung“ vertreten. Sie geht ebenso wie die Bedingungstheorie von der Gleichwertigkeit aller Ursachen aus. Ursächlich für einen Erfolg ist der Umstand dann, wenn dieser Erfolg mit dem Verhalten durch eine Reihe von Veränderungen naturgesetzmäßig verbunden ist. Vor allem in ihrer Modifikation bzw. Präzisierung als Lehre von der Mindestbedingung gelangt sie teilweise zu anderen Ergebnissen als die unmodifizierte Anwendung der conditio-sine-qua-non-Formel, etwa bei Gremienentscheidungen.

### Objektive Zurechnung
Die naturwissenschaftliche Kausalität wird in bestimmten Fällen durch das normative Kriterium der objektiven Zurechnung tatbestandsadäquat limitiert, etwa bei atypischen Geschehensabläufen, einer abnormen Konstitution des Opfers oder entfernten Verursachungsbeiträgen mit nur geringer Wahrscheinlichkeit, zum Taterfolg beizutragen.

## Kausalität im Zivilrecht
Nach § 823 Abs. 1 BGB verpflichtet eine unerlaubte Handlung zum Ersatz des daraus entstehenden Schadens. Im Delikts- und Schadensrecht ist daher der Schadensersatzanspruch einem bestimmten Anspruchsgegner zuzuordnen.
Dabei ist die haftungsbegründende Kausalität zwischen dem Handeln des Schädigers und der Verletzung eines Rechtsguts des Geschädigten von der haftungsausfüllenden Kausalität zwischen der Verletzung eines Rechtsguts und dem Eintritt und Umfang eines Schadens zu unterscheiden.

### Kriterien
Kausalität im naturwissenschaftlichen Sinn ist auch im Zivilrecht eine notwendige, aber noch keine hinreichende Voraussetzung für eine Schadenszurechnung. Unter dem Gesichtspunkt der Adäquanz und mit dem Kriterium Schutzzweck der Norm bemüht man sich um eine Eingrenzung der Ersatzpflicht.
Nach der conditio-sine-qua-non-Formel ist in der Regel jede Bedingung geeignet, einen Schaden herbeizuführen. Mit der Adäquanztheorie scheidet man jedoch all jene Kausalverläufe aus, die dem Schädiger billigerweise nicht zugerechnet werden können. Ist ein Schaden nicht vorhersehbar (Zufall), scheidet eine Haftung dafür aus. Außerdem muss insbesondere bei der Verletzung eines Schutzgesetzes (§ 823 Abs. 2 BGB) dieses Gesetz geeignet sein, eine Rechtsgutsverletzung gerade der eingetretenen Art zu verhindern (sog. Schutzzweckzusammenhang oder Lehre vom Schutzbereich der Norm).

### Einzelfälle
Eine Erweiterung des allgemeinen Kausalitätsbegriffes ergibt sich aus § 830 Abs. 1 Satz 2 BGB. Demnach ist jeder für den Schaden verantwortlich, wenn „sich nicht ermitteln lässt, wer von mehreren Beteiligten den Schaden durch seine Handlung verursacht hat“. Voraussetzung ist, dass jeder – abgesehen vom Nachweis der Kausalität – eine unerlaubte Handlung begangen hat, die konkret geeignet war, den Schaden herbeizuführen. Außerdem muss feststehen, dass einer der Alternativtäter den Schaden verursacht hat. Weitere Ausnahmen enthalten die § 6, § 7 UmweltHG und § 84 Abs. 2 AMG.
Im Einzelnen unterscheidet man:
- alternative Kausalität (geregelt in § 830 Abs. 1 Satz 2 BGB): Eine von mehreren Handlungen war ursächlich, es ist aber nicht feststellbar welche (Fall des so genannten Urheberzweifels); hiervon zu unterscheiden ist die Konstellation des Anteilszweifels: mehrere Handlungen haben einen Erfolg gemeinsam verursacht, unklar ist aber, zu welchem Grad sich jede einzelne Ursache im Erfolg niedergeschlagen hat (Beispiel: zwei Fabriken leiten Abwasser in einen Fluss, wodurch ein Fischsterben ausgelöst wird).
- Doppelkausalität: Jede Handlung wäre an sich, einzeln, ursächlich (Beispiel: zwei tödliche Dosen des gleichen Gifts im Kaffee).
- hypothetische Kausalität: Die Tathandlung ist kausal, obwohl durch ein anderes, unabhängiges Ereignis der Taterfolg voraussichtlich „sowieso eingetreten wäre“ (Beispiel: A erschießt B am Flughafen, das Flugzeug, das B nehmen wollte, stürzt ab). Es ist indes fraglich, ob dieses Beispiel glücklich gewählt ist. Hypothetische Kausalität tritt beim Unterlassungsdelikt anstelle des Kausalzusammenhanges beim Handlungsdelikt. Da im Falle des Unterlassungsdelikts keine Handlung (im Sinne einer notwendigen condicio) hinweggedacht werden kann, ohne dass der Erfolg entfiele, muss auf das Konstrukt der hypothetischen Kausalität ausgewichen werden. Es ist demnach zu fragen, ob die Vornahme der gebotenen – aber versäumten – Handlung den Erfolg hätte entfallen lassen. Die Limitierung der Strafbarkeit kann in diesem Fall nur von der Frage abhängen, ob der Täter den Erfolg hätte abwenden können. Es handelt sich also nicht um eine tatsächliche, sondern lediglich um eine hypothetische Kausalität.
- kumulative Kausalität: Beide Handlungen waren nur zusammen ursächlich (Beispiel: zwei für sich genommen nicht tödliche Dosen Gifts im Kaffee, die zusammen den Taterfolg herbeiführen).
- abgebrochene/überholende Kausalität: Die erste Handlung wird von einer zweiten überholt, die den (schädigenden) Erfolg herstellt, sodass die erste sich nicht mehr auswirken kann (Beispiel: A wird von B vergiftet, und bevor das Gift wirkt, von C erschossen).
- psychische Kausalität: Die Handlung wird kausal für die Willensbildung eines anderen, der den (schädigenden) Erfolg dann durch sein Handeln herbeiführt.

## Kausalität im Sozialrecht
Im Sozialrecht ist die Lehre von der rechtlich wesentlichen Bedingung herrschend. Sie ist vor allem für die Versicherungsfälle der gesetzlichen Unfallversicherung (Arbeitsunfall und Berufskrankheit) sowie im sozialen Entschädigungsrecht bedeutsam, außerdem bei der Beurteilung eines Ereignisses als Dienstunfall gem. § 31 Abs. 1 BeamtVG.
„Wesentliche Bedingung“ in diesem Sinne ist nur eine condicio sine qua non, die außerdem wegen ihrer besonderen Beziehung zum Erfolg zu dessen Eintritt wesentlich mitgewirkt hat. Welche Ursache wesentlich ist, muss aus der Auffassung des praktischen Lebens über die besondere Beziehung der Ursache zum Eintritt des Erfolgs bzw. Gesundheitsschadens im Einzelfall abgeleitet werden. Bei einer medizinischen Begutachtung muss die Beurteilung medizinischer Ursache-Wirkungs-Zusammenhänge auf dem aktuellen wissenschaftlichen Erkenntnisstand aufbauen.
Bei konkurrierenden Ursachen ist insbesondere die bloße Gelegenheitsursache nicht "wesentlich". Sie mag für den eingetretenen Schaden zwar naturwissenschaftlich ursächlich sein, tritt in ihrer konkreten Bedeutung aber hinter anderen Ursachen zurück. Ist die versicherte Tätigkeit als bloße Gelegenheitsursache anzusehen bzw. hat sich im Unfallgeschehen eine bereits vorhandene Schadensanlage (Vorerkrankung) des Versicherten verwirklicht, ist der Unfallversicherungsträger daher nicht einstandspflichtig. Auch Ursachen, bei denen zwischen dem eingetretenen Schaden und dem Dienst nur eine rein zufällige Beziehung besteht, sind unbeachtlich.